# Laura Whittle
Laura Whittle (geb. Kenney, * 27. Juni 1985 in Blackpool) ist eine britische Leichtathletin, die im Mittel- und Langstreckenlauf antritt.

## Sportliche Laufbahn
Motiviert durch ihren Vater, einen britischen Marathonläufer, startete Laura Kenney im Alter von elf Jahren mit der Leichtathletik. 2003 belegte sie bei den Junioreneuropameisterschaften über 3000 Meter den vierten Platz. Sie begann ihre Karriere im Crosslaufbereich und gewann unter anderem 2006 im Team die Goldmedaille in der U23-Altersklasse. Im Jahr darauf siegte sie bei den Leichtathletik-U23-Europameisterschaften 2007 in der ungarischen Stadt Debrecen über 5000 Meter. Sie konnte sich in den folgenden Jahren aber nicht an das europäische Niveau herantasten und studierte daher nebenbei an der Loughborough University. Erst 2014 startete sie bei den Commonwealth-Games erstmals seit langem bei einer internationalen Großveranstaltung, bei denen sie Schottland vertrat und den sechsten Platz über 5000 Meter belegte.
Mit einer neuen persönlichen Bestleistung im Mai 2016 konnte sich Whittle für die Europameisterschaften in Amsterdam qualifizieren, bei denen sie Rang fünf belegte. Auch einer Qualifikation für die Olympischen Spiele in Rio de Janeiro stand nicht entgegen, dort scheiterte sie jedoch an einem Halbfinaleinzug  und schied bereits in der Vorrunde aus.
2010 heiratete sie den 1500-Meter-Läufer Rob Whittle und startete seit dem unter dem Namen Whittle.

## Bestleistungen

### Freiluft
- 1500 Meter: 4:12,48 min, am 15. September 2009 in Stettin
- 3000 Meter: 8:50,37 min, am 13. September 2009 in Thessaloniki
- 5000 Meter: 15:08,58 min, am 1. Mai 2016 in Palo Alto

### Halle
- 3000 Meter: 9:06,85 min, am 19. Februar 2011 in Birmingham